# ベティ・ヴァン・パター
ベティ・ヴァン・パター（Betty Van Patter、1932年 - 1974年12月13日）は、アメリカ合衆国の政治団体ブラックパンサー党の党員で、帳簿係を務めていた。
女性党首イレーン・ブラウンの側近の一人だった彼女は1974年12月13日、財政上の問題でブラウンと激しい口論をした後失踪し、数週間後にサンフランシスコ湾の砂浜において撲殺された姿で発見された。
元ブラックパンサー党の支持者で現在は新保守主義者であるデヴィッド・ホロウィッツらは、ベティの殺害にブラウンが直接的に関わっており、党員によって殺害されたとしている。